# Visionaries: Knights of the Magical Light
Visionaries: Knights of the Magical Light est une série télévisée d'animation américaine en treize épisodes de 22 minutes, dérivée des figurines articulées de Hasbro, diffusée du 21 septembre au 14 décembre 1987 en syndication. Cette série est aussi développée en comic-books par Star Comics, qui ne compte que six numéros.
En France, elle a été diffusée à partir du 28 mars 1988 sur TF1 dans Club Dorothée.

## Synopsis
Sur la planète Prysmos, les Visionaries forment deux groupes de chevaliers — les Chevaliers Fantômes et les Lords des Ténèbres ; ils tirent leur pouvoir du magicien Merklynn. Chaque chevalier a comme totem un animal qui représente son caractère.

## Épisodes
1. Le règne de la magie (The Age of Magic Begins)
2. Le cercle de lumière (The Dark Hand of Treachery)
3. À la recherche de l'œil (Quest for the Dragon's Eye)
4. Le prix de la liberté (The Price of Freedom)
5. Le dilemme de Feryl (Feryl Steps Out)
6. La chasse au lion (Lion Hunt)
7. La défaite de Merclin (The Overthrow of Merklynn)
8. Léoric est frappé de vieillissement (The Power of the Wise)
9. La licorne et le dragon (Horn of Unicorn, Claw of Dragon)
10. Sur la piste des sorciers (Trail of the Three Wizards)
11. Le cristal de détection (Honor Among Thieves)
12. Gryotek cumule les pouvoirs (Sorcery Squared)
13. La résurrection des poissons solaires (Dawn of the Sun Imps)

## Doublage
- Francis Lax : Narrateur, Merklynn, Cravex, Feryl (2e voix)
- Eric Legrand : Ectar, Witterquick, Cryotek
- Jane Val : Galadria
- Serge Lhorca : Leoric (1re voix), Arzon (1re voix)
- Serge Bourrier : Leoric (2e voix), Arzon (2e voix), Cindarr
- Luc Florian : Feryl (1re voix), Lexor (1re voix)
- Gérard Dessalles : Darkstorm (1re voix)
- Michel Barbey : Darkstorm (2e voix)
- Sady Rebbot : Darkstorm (3e voix)
- Bernard Tiphaine : Mortdredd, Lexor (2e voix)
- Marion Game : Virulina (1re voix)
- Michèle Bardollet : Virulina (2e voix)
- Roger Carel : Leoric et Arzon (voix de remplacement: épisodes 3 à 5)